# Arno Peters
Pour les articles homonymes, voir Peters.
Arno Peters (22 mai 1916 - 2 décembre 2002) est un historien et cartographe allemand.

## Biographie
Il propose sa projection en 1974. Celle-ci sera adoptée par différents organismes, comme des mouvements tiers-mondistes car elle propose une vision plus équilibrée du monde. Contrairement à la projection de Mercator, elle ne favorise pas une perception de puissance des pays de l'hémisphère nord. La projection de Peters, contrairement à celle de Mercator avantage « relativement » les pays du Sud. En effet elle écrase les formes aux latitudes les plus hautes (ex. : l'Afrique, située sur l'équateur, sera donc beaucoup plus étendue verticalement que dans la réalité). Mais attention, contrairement à la projection de Mercator, ces surfaces ne sont que déformées, et non agrandies ou réduites. Le géopolitologue Dimitri Kitsikis s'est inspiré de la carte Peters pour sa propre carte de la Région intermédiaire, placée sur la couverture de sa revue trimestrielle Région intermédiaire.
Arno Peters s'est aussi battu pour la révision de l'emplacement du méridien 0 (Greenwich), placé par les Anglais du temps de l'époque coloniale, sur un observatoire qui n'existe plus aujourd'hui. Il situe sans raison l'Europe en position centrale du monde. La proposition de Peters était tout simplement la ligne de changement de date. Voir Méridien 11°15' Est (en) ou Méridien de Florence.